# Hyosung GT 125
Hyosung GT 125 je naked bike motocykl firmy Hyosung, vyráběný od roku 2003. Mezi motocykly do 125 cm³ vypadá díky dvouválcovému motoru do V a širokým pneumatikám velmi dospěle, byl vytvořen jako menší kopie modelu Hyosung GT 650 Comet.

## Popis
Motor je původem od Suzuki. Dvouválec o zdvihovém objemu 124 cm³ má nejvyšší výkon 15 koní při 10 500 ot/min a kroutící moment činí 10 Nm při 10 000 ot/min, pro dynamičtější jízdu je nutno motor vytáčet. Motor je spolehlivý, vydrží i agresivnější zacházení a stačí mu základní údržba.

## Jízdní vlastnosti
Jízdní vlastnosti jsou dobré. Motocykl jde do zatáček a dobře reaguje na změny směru jízdy. Hodí se hlavně na okresky plné zatáček. Podvozek je tuhý a motocykl je stabilní i při vyšších rychlostech. Kotoučové brzdy mají tendenci při agresivním používání vadnout.

## Technické parametry
- Rám: dvojitý páteřový ocelový
- Suchá hmotnost: 166 kg
- Pohotovostní hmotnost: 180 kg
- Maximální rychlost: 121 km/h
- Spotřeba paliva: 3,5 l/100 km
- Množství oleje: 1,5 l